# 外屏一
外屏一（δ Psc /双鱼座δ）是双鱼座的一个双星系统，英文名Linteum。

## 科幻中的外屏一
外屏一是一颗著名的恒星，因为2012年12月21日（至日）它将离月球最近。一些科幻作品里把它与玛雅历的神话和启示录13:5的神话联系起来。启示录里提到的怪兽的力量提升的四十二个月是由月球42次经过外屏一来标记的，其中第一次是在2009年10月4日的满月时。